# 長谷川乙彦

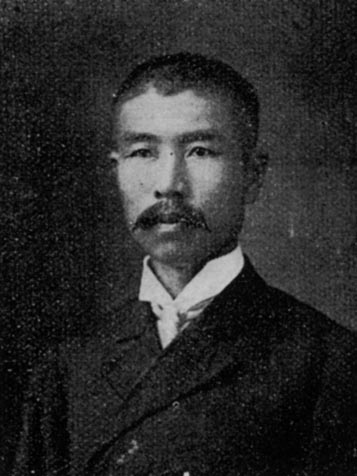
長谷川乙彦

長谷川 乙彦（はせがわ おとひこ、明治3年4月20日（1870年5月20日） - 昭和14年（1939年）5月27日）は、日本の教育者。

## 経歴
尾張国（愛知県）名古屋出身。1895年（明治28年）、東京高等師範学校を卒業。広島高等師範学校教授・附属中学校主事を務め、後に東京高等師範学校教授に転じた。その後、東京府青山師範学校校長に就任し、國學院大學教授も兼ねた。墓所は多磨霊園。

## 著書
- 『新教育学大綱』（文学社、1900年）
- 『新編女子用教育学』（松村三松堂、1903年）
- 『戦後に於ける教育思想及方法の革新』（松邑三松堂、1920年）
- 『最新教授法概論』（英進社、1938年）

## 関連文献
- 『長谷川乙彦先生教育功労記念会誌』 長谷川乙彦先生教育功労記念会、1938年12月
- 山谷幸司 「明治後期における春山作樹と長谷川乙彦の中学校論争 : 学校体系に占める中学校の位置をめぐって」（『東北大学教育学部研究年報』第37集、1989年3月、NAID 40002642576）
- 三好信浩著 『日本師範教育史の構造 : 地域実態史からの解析』 東洋館出版社、1991年2月、ISBN 4491008248
- 小山清 「長谷川乙彦 : 徳育・美育・体育の教育」（岡田孝章ほか編 『「先賢の志」に学ぶ』 ジャパンインターナショナル総合研究所、2004年10月）

| 公職                   | 公職                                                           | 公職                 |
| ---------------------- | -------------------------------------------------------------- | -------------------- |
| 先代 滝沢菊太郎        | 東京府青山師範学校長 1925年 - 1938年                           | 次代 三国谷三四郎    |
| 先代 塚原政次 （新設） | 広島高等師範学校附属中学校主事 1916年 - 1925年 1905年 - 1914年 | 次代 津山三郎 三沢糾 |